# پیتر پن (فیلم ۱۹۲۴)
پیتر پن (انگلیسی: Peter Pan) فیلمی در ژانر فانتزی به کارگردانی هربرت برنون است که در سال ۱۹۲۴ منتشر شد. از بازیگران آن می‌توان به ماری برایان، استر رالستون، آنا می ونگ، ویرجینیا براون فیر و بتی برانسون اشاره کرد.